# Fabian Hafner
Fabian Hafner (* 17. Juli 1993 in Sankt Andrä im Lavanttal) ist ein österreichischer Fußballspieler. Der Abwehrspieler spielt beim ATSV Wolfsberg.

## Karriere

### Verein
Hafner begann seine Karriere bei seinem Heimatverein SK St. Andrä, wo er 1999 mit dem Fußballspielen begann. 2007 wechselte er in die Jugendabteilung des SK Austria Kärnten, den er, nach dessen Konkurs, 2010 in Richtung Wolfsberger AC verließ. Nach einem kurzen Intermezzo in Wolfsberg wurde er von den Amateuren des FC Wacker Innsbruck verpflichtet.
2012/13 wurde er in den Kader der ersten Mannschaft geholt. Sein Debüt in der höchsten österreichischen Spielklasse gab der Abwehrspieler am 1. Dezember 2012 gegen seinen Ex-Verein Wolfsberger AC unter Trainer Roland Kirchler. Hafner wurde in der 54. Minute für den Spanier Carlos Merino González eingewechselt. Das Spiel in der Wolfsberger Lavanttal-Arena endete 2:2-Unentschieden.
Im Jänner 2013 wechselte Hafner leihweise zum SV Grödig in die zweithöchste österreichische Spielklasse. Dort konnte er den Meistertitel in der zweithöchsten Spielklasse Österreichs erreichen. 
Im Sommer des Jahres 2013 löste er seinen Vertrag in Innsbruck auf und kehrte wieder zurück in seine Heimat, wo er ein Jahr lang bei den Amateuren des Wolfsberger AC unter Vertrag stand. Danach wechselte er in die Kärntner Liga zum FC St. Michael/L. Vor dem Abstieg des Vereins in die Unterliga Ost wechselte Hafner im Winter 2016/17 zum ASCO ATSV Wolfsberg, wo er den Aufstieg in die Regionalliga Mitte feiern konnte. Nach einer Saison, in welcher er drei Tore erzielen konnte, aber sein Verein absteigen musste, zog es ihn zum Regionalligisten SK Austria Klagenfurt. Ein Highlight in der ersten Herbstsaison beim neuen Verein war das 2:2-Unentschieden gegen den Tabellenführer SV Lafnitz, gegen welchen er innerhalb von nur drei Spielminuten einen Doppelpack erzielte. Zu Saisonende konnte er mit der Austria in die 2. Liga aufsteigen.
Nach dem Aufstieg kehrte er zur Saison 2018/19 zum viertklassigen ASCO ATSV Wolfsberg zurück. Dort kam er aus gesundheitlichen Gründen nicht zum Einsatz und wechselte am Ende dieser Saison zur zweiten Mannschaft des SK Austria Klagenfurt. Im ersten Meisterschaftsspiel der Saison 2019/20 wurde er von Trainer Christian Sablatnig noch eingesetzt. Danach begann er im Management des Vereins zu arbeiten und zog sich aus dem aktiven Sport zurück.

### Nationalmannschaft
International spielte Hafner bisher für die U-16, U-17, U-18 und U-19-Nationalmannschaft Österreichs.